# Saint-Nicolas-de-Sommaire
Saint-Nicolas-de-Sommaire – miejscowość i gmina we Francji, w regionie Normandia, w departamencie Orne.
Według danych na rok 1990 gminę zamieszkiwało 221 osób, a gęstość zaludnienia wynosiła 14 osób/km² (wśród 1815 gmin Dolnej Normandii Saint-Nicolas-de-Sommaire plasuje się na 667. miejscu pod względem liczby ludności, natomiast pod względem powierzchni na miejscu 207.).